# Gósol
Gósol – gmina w Hiszpanii, w prowincji Lleida, w Katalonii, o powierzchni 56,33 km². W 2011 roku gmina liczyła 221 mieszkańców.